# Open de Croatie de tennis de table
L'Open de Croatie ITTF est une étape du Pro-tour de tennis de table. Cette compétition est organisée par la fédération internationale de tennis de table.

## Palmarès

### Open de Croatie ITTF
| année | simple messieurs    | double messieurs                   | simple dames     | double dames                  | U21 messieurs     | U21 dames          |
| ----- | ------------------- | ---------------------------------- | ---------------- | ----------------------------- | ----------------- | ------------------ |
| 1998  | Vladimir Samsonov   | Werner Schlager Karl Jindrak       | Tian-Zorner Jing | Krisztina Toth Csilla Batorfi |                   |                    |
| 1999  | Vladimir Samsonov   | Jean-Philippe Gatien Patrick Chila | Tamara Boros     | Olga Nemes Elke Schall        |                   |                    |
| 2000  | Vladimir Samsonov   | Chang Yen-Shu Chiang Peng-Lung     | Chire Koyama     | Xu Jing Chen Jing             |                   |                    |
| 2001  | Ma Wenge            | Jean-Philippe Gatien Patrick Chila | Guo Yan          | Niu Jianfeng Bai Yang         |                   |                    |
| 2003  | Wang Hao            | Ko Lai Chak Li Ching               | Zhang Yining     | Wang Nan Zhang Yining         | Hao Shuai         | Sayaka Hirano      |
| 2004  | Werner Schlager     | Lee Chul-seung Ryu Seung-min       | Kim Kyung-ah     | Jun Hye-kyung Kim Moo-kyo     | Peter Sereda      | Moon Hyun-jun      |
| 2005  | Vladimir Samsonov   | Ko Lai Chak Li Ching               | Tie Yana         | Tie Yana Zhang Rui            | Loic Bobillier    | Nikoleta Stefanova |
| 2006  | Vladimir Samsonov   | Chen Qi Wang Hao                   | Guo Yue          | Li Nan Zhang Yining           | Johan Axelqvist   | Yan Yu             |
| 2007  | Hao Shuai           | Ma Lin Wang Hao                    | Guo Yue          | Chen Qing Li Xiaoxia          | Cho Eon-rae       | Iveta Vacenovska   |
| 2012  | Ruiwu Tan           | -                                  | Szandra Pergel   | -                             | Kohei Sambe       | Elena Dubkova      |
| 2013  | Abdel-Kader Salifou | -                                  | Lee Da-som       | -                             | Thomas Le Breton  | Sofia Polcanova    |
| 2014  | Ricardo Walther     | -                                  | Xiao Xin Yang    | -                             | Alexandre Robinot | Sofia Polcanova    |
| 2015  | Maharu Yoshimura    | Yuya Oshima Masataka Morizono      | Choi Hyo-joo     | Yang Ha-eun Jeon Ji-hee       | Jakub Dyjas       | Choi Hyo-joo       |
| 2016  | Joo Sae-hyuk        | Jonathan Groth Patrick Franziska   | Hitomi Sato      | Doo Hoi Kem Lee Ho Ching      | Tomislav Pucar    | Mima Ito           |
| 2017  | Panagiotis Gionis   | Viktor Brodd Hampus Nordberg       | Honoka Hashimoto | Honoka Hashimoto Hitomi Sato  | Koyo Kanamitsu    | Adina Diaconu      |
| 2019  | Anton Källberg      |                                    | Miyuu Kihara     |                               |                   |                    |

### Série WTT
| Année & Lieu | Tournoi                   | Simple messieurs  | Double messieurs            | Simple dames | Double dames              | Double mixte                  |
| ------------ | ------------------------- | ----------------- | --------------------------- | ------------ | ------------------------- | ----------------------------- |
| 2022 Zagreb  | WTT Contender Zagreb (de) | Lin Yun-ju        | Cho Dae-seong Jang Woo-jin  | Mima Ito     | Mima Ito Hina Hayata      | Tomokazu Harimoto Hina Hayata |
| 2023 Zagreb  | WTT Contender Zagreb (de) | Lin Gaoyuan       | Lin Shidong Yuan Licen      | Miu Hirano   | Shin Yu-bin Jeon Ji-hee   | Wang Chuqin Sun Yingsha       |
| 2024 Zagreb  | WTT Contender Zagreb (de) | Alexis Lebrun     | Simon Gauzy Alexis Lebrun   | Hina Hayata  | Sakura Yokoi Satsuki Ōdō  | Tomokazu Harimoto Hina Hayata |
| 2024 Zagreb  | WTT Contender Zagreb (de) | Tomokazu Harimoto | Wong Chun Ting Chan Baldwin | Satsuki Ōdō  | Miwa Harimoto Satsuki Ōdō | Lim Jong-hoon Shin Yu-bin     |

### Tournois Feeder series
| Année & Lieu  | Tournoi             | Simple messieurs | Double messieurs                 | Simple dames | Double dames             | Double mixte                         |
| ------------- | ------------------- | ---------------- | -------------------------------- | ------------ | ------------------------ | ------------------------------------ |
| 2024 Varazdin | WTT Feeder Varazdin | Wong Chun Ting   | Florian Bourrassaud Esteban Dorr | Satsuki Ōdō  | Sakura Yokoi Satsuki Ōdō | Kristian Karlsson Christina Källberg |